# Orthemis ferruginea
Orthemis ferruginea е вид водно конче от семейство Libellulidae. Видът не е застрашен от изчезване.

## Разпространение
Разпространен е в Белиз, Гватемала, Коста Рика, Куба, Мексико (Агуаскалиентес, Веракрус, Гереро, Дуранго, Идалго, Кампече, Керетаро, Кинтана Ро, Коауила де Сарагоса, Колима, Мичоакан, Морелос, Наярит, Нуево Леон, Оахака, Пуебла, Сан Луис Потоси, Синалоа, Сонора, Табаско, Тамаулипас, Халиско, Чиапас, Чиуауа, Южна Долна Калифорния и Юкатан), Никарагуа, Салвадор, САЩ (Алабама, Аризона, Арканзас, Вашингтон, Джорджия, Калифорния, Канзас, Луизиана, Мериленд, Мисисипи, Невада, Ню Мексико, Оклахома, Северна Каролина, Тексас, Флорида, Южна Каролина и Юта) и Хондурас.

## Описание
Популацията на вида е стабилна.